# لاري تايلور (لاعب كرة قدم)
لاري تايلور (بالإنجليزية: Larry Taylor)‏ هو لاعب كرة قدم بريطاني في مركز نصف الجناح، ولد في 23 نوفمبر 1947 في إكستر في المملكة المتحدة. لعب مع نادي بريستول روفيرز.